# Puente Hutong sobre el Yangtsé
El puente Hutong (en chino, 沪通长江公铁大桥; pinyin, hù tōng cháng jiāng gōng tiě dà qiáo; literalmente, ‘puente Hutong sobre el río Yangtze’), es un puente de dos pisos sobre el río Yangtsé inaugurado en 2021 que conecta las ciudades de Nantong y Zhangjiagang y es utilizado por el ferrocarril y una autopista. El puente tiene varias secciones, siendo las estructuras principales un puente atirantado con una luz de 1092 m como abertura principal para el transporte marítimo y un puente de arco de celosía a través del canal Tianshenggang, un canal de navegación lateral. Se complementan con viaductos de vigas para formar una estructura de 11 km de longitud total.
El nombre del puente deriva del nombre corto Hù, por Shanghai, y el nombre corto tōng, por Nantong, porque el puente también conecta Nantong-Shanghai.
En el momento de su inauguración era el segundo puente atirantado más grande del mundo, solo superado por el puente de la isla Ruski en Vladivostok, y el tercero por altura estructural de sus pilonas.

## Historia
La planificación del puente comenzó en 1994 y el diseño se completó en 2013. La construcción comenzó el 1 de marzo de 2014. El primer hito se alcanzó a fines de octubre de 2017 cuando se cerró el arco del puente del canal Tianshenggang. El puente delantero sur se completó en septiembre de 2018 y el pilón norte del puente atirantado alcanzó su altura final en el mismo mes. Un año después se completó la viga del puente atirantado, por lo que en diciembre de 2019 se pudo iniciar el tendido de vías. En enero de 2020, se instaló completamente el pavimento del puente vial, por lo que la estructura pudo inaugurarse parcialmente el 1 de julio de 2020.

## Estructuras
El puente está, en línea recta, a unos 45 km aguas abajo del puente Jiangyin y unos 40 km aguas arriba del puente Sutong. Consta de siete secciones: el puente atirantado de 2300 m de longitud, el puente del canal Tianshenggang de 620 m de largo, el puente Henggangsha, que cruza las aguas poco profundas entre las dos estructuras anteriores, los puentes que cruzan los diques a ambos lados del río y el acceso puentes en el norte y en el sur.

### Puente atirantado
El puente atirantado forma la principal abertura para el transporte marítimo en el río Yangtsé. Está suspendido de dos torres de 325 m de altura y tiene una luz de 1092 m, las aberturas adyacentes tienen 462 m de longitud y también pueden ser utilizadas por barcos. Los pilones se levantan sobre cimientos de 115 m de profundidad, que se crearon a partir de encofrado de acero perdido de doble pared que se creó en tierra y se rellenó con hormigón in situ en el río.

### Puente del canal Tianshenggang
El canal Tianshenggang forma la entrada a varios astilleros. Solo unos pocos barcos operan en el canal, pero pueden tener tonelajes muy grandes. Por tanto, el puente tiene un vano de navegación de 284 m de ancho y 45 m de altura, que se salva mediante un arco de celosía de 336 m de luz.

### Puente Henggangsha
Hay aguas poco profundas entre el Yangtsé y el canal Tianshenggang, que tiene entre uno y cinco metros de profundidad. Está atravesado por un puente de vigas de 2352 m de largo, cuyos 21 vanos tienen una luz de 112 m, para que el agua en época de crecida pueda drenar a través de los pilares del río sin obstrucciones.

### Puentes sobre los diques
También se utilizaron luces de 112 m de luz para los puentes de vigas que cruzan los diques en la ribera del río. En consecuencia, se pudieron mantener las distancias mínimas entre las pilas del puente y los diques, que no podrán ser inferiores a 30 m por el lado del río y no inferiores a 15 m por el lado de tierra al pie del terraplén del dique.

### Puentes costeros
A ambos lados de la estructura principal, dos puentes conectan con tierra diseñados como puentes de vigas. El sur tiene 3369 m de largo y el norte 1876 m. La estructura principal es utilizada en el piso superior por la autopista S19 Tongxi Expressway , que tiene tres carriles en cada dirección. Dos líneas ferroviarias de doble vía, la línea ferroviaria Nantong-Shanghai y la línea de alta velocidad Nantong-Ningbo, que están diseñadas para 250 km/h, se disponen en el piso inferior.